# Mont Pinçon
Le mont Pinçon est le plus haut point du département du Calvados en Normandie avec une altitude de 365 mètres. Il est situé à l'ouest de la Suisse normande à une trentaine de kilomètres au sud-ouest de Caen, près du village du Plessis-Grimoult.

## Histoire
Pendant l'Occupation, les Allemands y installent un poste de radioguidage à ondes courtes Knickebein pour le guidage des avions de la Luftwaffe, ainsi qu'une tour d'observation. Pendant la bataille de Normandie, lors de l'opération Bluecoat, les Alliés approchent du mont. La 43e division d'infanterie Wessex britannique tente de s'en emparer le 5 août 1944 mais subit un échec lors de son passage par Saint-Jean-le-Blanc. Le lendemain une attaque est tentée en passant plus au nord après une préparation d'artillerie mais elle est bloquée par des troupes des 276e et 326e divisions d'infanterie allemande. C'est finalement un escadron de chars Sherman M4 du 13/18th Royal Hussars, mené par le major Denny qui réussit à atteindre le sommet sous couvert de fumigènes. Ils sont rejoints dans la nuit par l'infanterie du 4th Somerset et du 4th Wiltshire. Les tentatives allemandes pour reprendre le mont les jours suivants n'aboutissent pas.
En 1956, la RTF installe un émetteur sur un pylône de plus de 200 mètres de haut. À la fin des années 1960, ce pylône est démonté et remplacé par un pylône de type tubulaire de 216 mètres de haut qui permet la diffusion de la télévision (TNT) et des radios de Radio France en FM sur la majeure partie de la Basse-Normandie. Le pylône culmine ainsi à 578 mètres d'altitude.

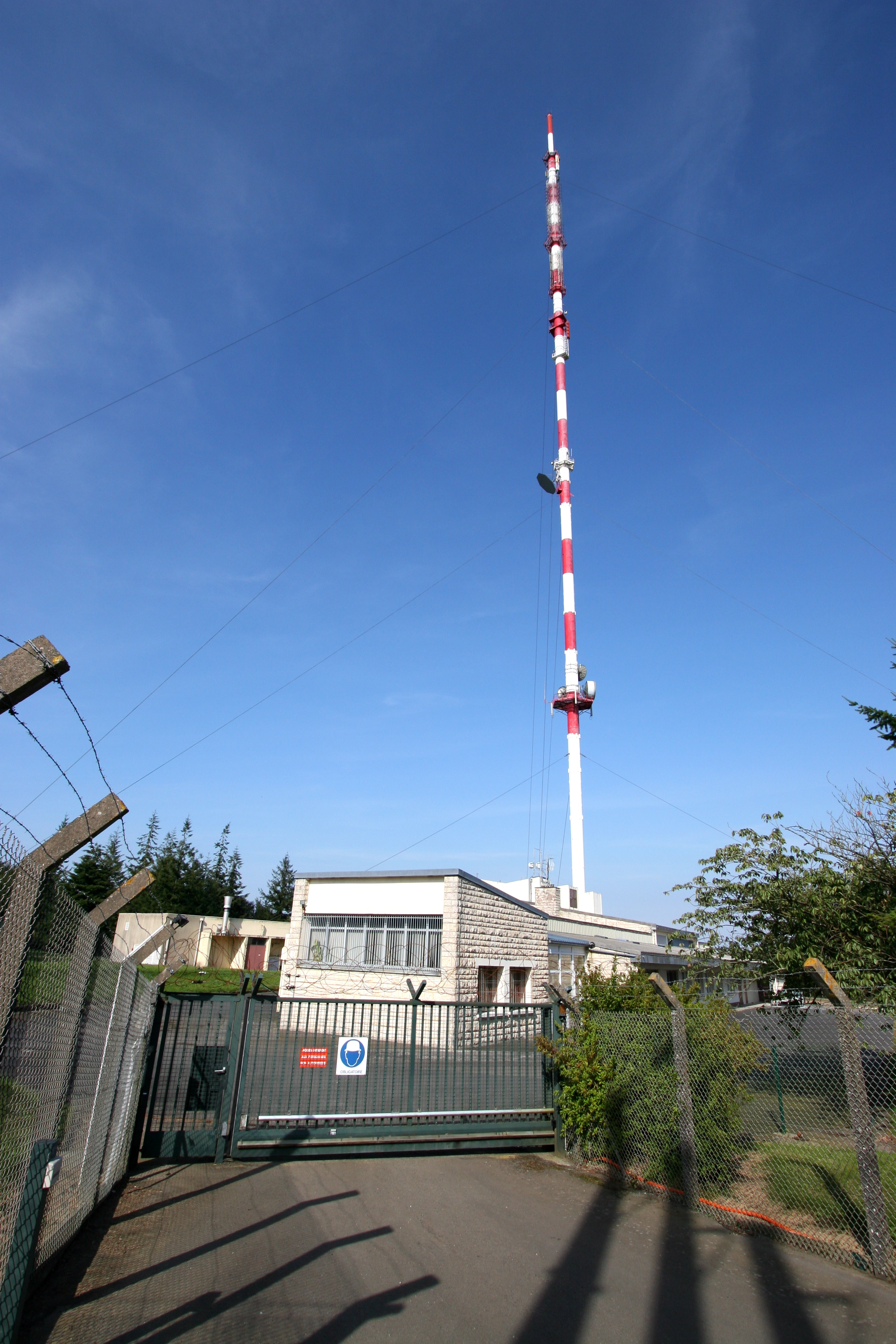
Installation TDF.
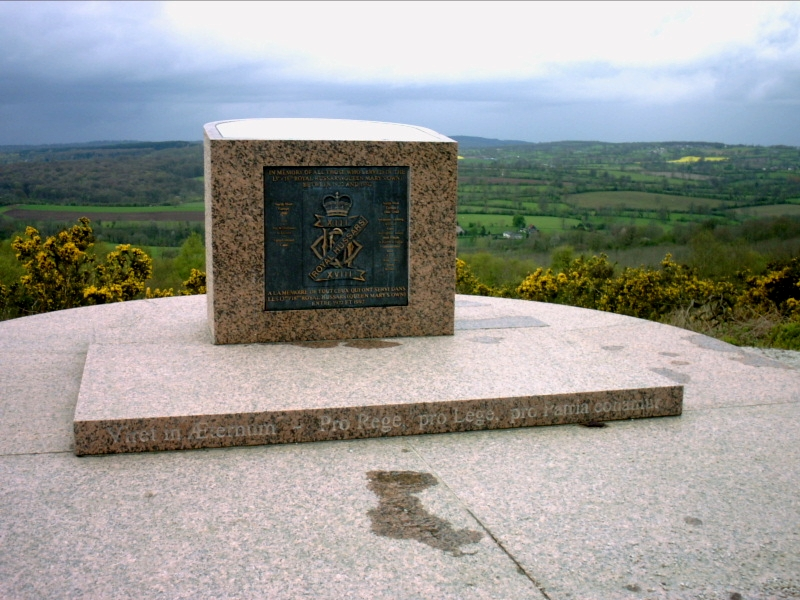
Monument aux Royal Hussars.

## Cyclisme
Le mont Pinçon est au programme du Tour de France 2025, lors de la 6e étape.